# Now華劇台
now華劇台（Chinese Drama Channel）是now TV一條播放華語電視劇的頻道，於2016年6月14日前稱為now海潤台。now華劇台主要播放來自外購中國及台灣華語最新独家首播劇集。
同台與華劇台定位類近的頻道有2017年定位改變後的now劇集台，而其他香港公司與now華劇台定位相近的頻道有myTV SUPER的華語劇台。

## 歷史

### now海潤台
now海潤台／now海潤劇集台（now Hairun），是now TV一條播放華語電視的劇集頻道，於2012年1月16日晚上九時三十分啟播。該頻道播放內容為中國的民營電視劇製作公司海潤傳媒娛樂集團有限公司的華語劇集。
2012，2013年，now海潤台蔓延至海外，分別在泰國CTH、新加坡StarHub TV、馬來西亞Unifi TV和美國Dish Network開播；但分別於2015年和2016年底離開泰國和新加坡。
2016年6月14日，now海潤台改稱now華劇台，过后就开始合作和传输于华策影视节目。

### now華劇台
2016年6月14日，該台改稱now華劇台。
2018年3月1日起，馬來西亞Unifi TV進行頻道號碼更改，由221改為238頻道。
2019年3月1日起，now华剧台與馬來西亞Unifi TV终止授權，最终离开马来西亚版本，关闭和停播now华剧台亚洲版本（香港除外）和升级至VOD点播服务，8个月后，就连VOD点播服务也在2019年11月15日起停播。
2019年3月起，now华剧台只限香港版本（播出节目最新中国和台湾剧集）和北美洲版本（播出节目前称now海润台/華劇台重播之前已播过的节目）。
2019年3月19日，now華劇台（香港版now TV頻道105）畫面格式由4:3提升為16:9，並由標清頻道轉為標清及高清共享台號頻道。
2019年3月20日，now華劇台更換台徽，重新定位為專門播放中港台製作的華語劇集頻道，now TV將所有原本在now劇集台的中港台劇集都搬到now華劇台，过后就结束合作和停止传输于华策影视节目。
now华剧台只限香港版本和美国或北美洲版本，已经没有包容亚洲版本。

## 外部連結
- now華劇台網頁（页面存档备份，存于）
- 海潤台時期官方網頁（页面存档备份，存于）